# Tractidigestivibacter
Tractidigestivibacter es un género de bacterias grampositivas de la familia Atopobiaceae. Actualmente (2004) contiene una sola especie: Tractidigestivibacter scatoligenes. Fue descrito en el año 2021. Su etimología hace referencia a tracto digestivo. El nombre de la especie hace referencia a producción de escatol. Anteriormente conocida como Olsenella scatoligenes, que fue descrita en 2015. Es anaerobia e inmóvil. Tiene un tamaño de 1-2 micrómetros (μm)  de largo. Crece de forma individual, en parejas o cadenas cortas. Forma colonias de textura granulosa, blancas, opacas y con elevaciones tras 6 días de incubación. Temperatura óptima de crecimiento de 37 °C. Tiene un contenido de G+C de 62,1%. Se ha aislado de heces de cerdo en Dinamarca. 